# Yoshio Fujiwara
Yoshio Fujiwara fou un futbolista japonès que disputà un partit amb la selecció japonesa.